# ميغي دوغرتي هوارد
ميغي دوغرتي هوارد (من مواليد 27 يوليو 1995) هي لاعبة كرة قدم أمريكية محترفة تلعب كلاعبة خط وسط لفريق سان دييغو التابع للدوري الوطني لكرة القدم للسيدات.

## مهنة دولية
في نوفمبر 2011، استدعيت إلى منتخب الولايات المتحدة تحت 15 عامًا. وفي أبريل 2016، استدعيت إلى المعسكر التدريبي تحت 23 عامًا في شارلوتسفيل. في الشهر التالي، كانت جزءًا من القائمة المكونة من 20 لاعبًا التي فازت ببطولة نوردك تحت 20 عاماً. في يناير 2017، استدعيت مرة أخرى إلى فريق تحت 23 عامًا، وهو المعسكر الأول لهذا العام الذي ضم مزيجًا من أفضل اللاعبين من فرق الشباب الأمريكية ولاعبي النخبة الجامعيين وأربعة من الدوري الوطني لكرة القدم للسيدات. أشرف عليه كبير مدربي الفريق جيل إليس لتقييم اللاعبين من أجل الاستدعاءات المحتملة للمنتخب الأول.

## الإحصائيات المهنية

### النادي
آخر تحديث 1 أكتوبر 2022.
| النادي          | موسم            | الدوري          | الدوري | الدوري  | كأس    | كأس     | التصفيات | التصفيات | آخر    | آخر     | المجموع | المجموع |
| النادي          | موسم            | قسم             | الظهور | الأهداف | الظهور | الأهداف | الظهور   | الأهداف  | الظهور | الأهداف | الظهور  | الأهداف |
| --------------- | --------------- | --------------- | ------ | ------- | ------ | ------- | -------- | -------- | ------ | ------- | ------- | ------- |
| واشنطن سبيريت   | 2017            | الدوري الوطني   | 23     | 1       | —      | —       | —        | —        | —      | —       | 23      | 1       |
| واشنطن سبيريت   | 2018            | الدوري الوطني   | 23     | 0       | —      | —       | —        | —        | —      | —       | 23      | 0       |
| واشنطن سبيريت   | 2019            | الدوري الوطني   | 22     | 0       | —      | —       | —        | —        | —      | —       | 22      | 0       |
| واشنطن سبيريت   | 2020            | الدوري الوطني   | —      | —       | 3      | 0       | —        | —        | 4      | 0       | 7       | 0       |
| واشنطن سبيريت   | المجموع         | المجموع         | 68     | 1       | 3      | 0       | 0        | 0        | 4      | 0       | 75      | 1       |
| أورلاندو برايد  | 2021            | الدوري الوطني   | 21     | 0       | 3      | 0       | —        | —        | —      | —       | 24      | 0       |
| أورلاندو برايد  | 2022            | الدوري الوطني   | 15     | 3       | 5      | 0       | —        | —        | —      | —       | 20      | 3       |
| أورلاندو برايد  | المجموع         | المجموع         | 36     | 3       | 8      | 0       | 0        | 0        | 0      | 0       | 44      | 3       |
| المجموع الوظيفي | المجموع الوظيفي | المجموع الوظيفي | 104    | 4       | 11     | 0       | 0        | 0        | 4      | 0       | 119     | 4       |

1. ↑  Includes the NWSL Challenge Cup
2. ↑  الدوري الوطني لكرة القدم للسيدات 2020  [لغات أخرى]‏

## الإنجازات
موجة سان دييغو
- درع الدوري الوطني لكرة القدم الأمريكية: 2023.[9]